# Gare de Vainikkala
La gare de Vainikkala (en finnois : Vainikkalan rautatieasema)  est une gare ferroviaire de la ligne de Luumäki à Vainikkala (fi) du réseau  ferroviaire de Finlande. Elle est située dans le village Vainikkala de la municipalité de Lappeenranta en Finlande.

## Histoire
La gare de Vainikkala ouvre en 1898 sur la ligne de Riihimäki à Saint-Pétersbourg.
Vainikkala est un Poste-frontière ouvert au seul transport ferroviaire, il est situé sur la ligne Luumäki–Vainikkala.
En 2012 les gardes-frontières finlandais y ont opéré 483 988 contrôles de voyageurs, soit 10 % de plus que l'année précédente.

### Desserte

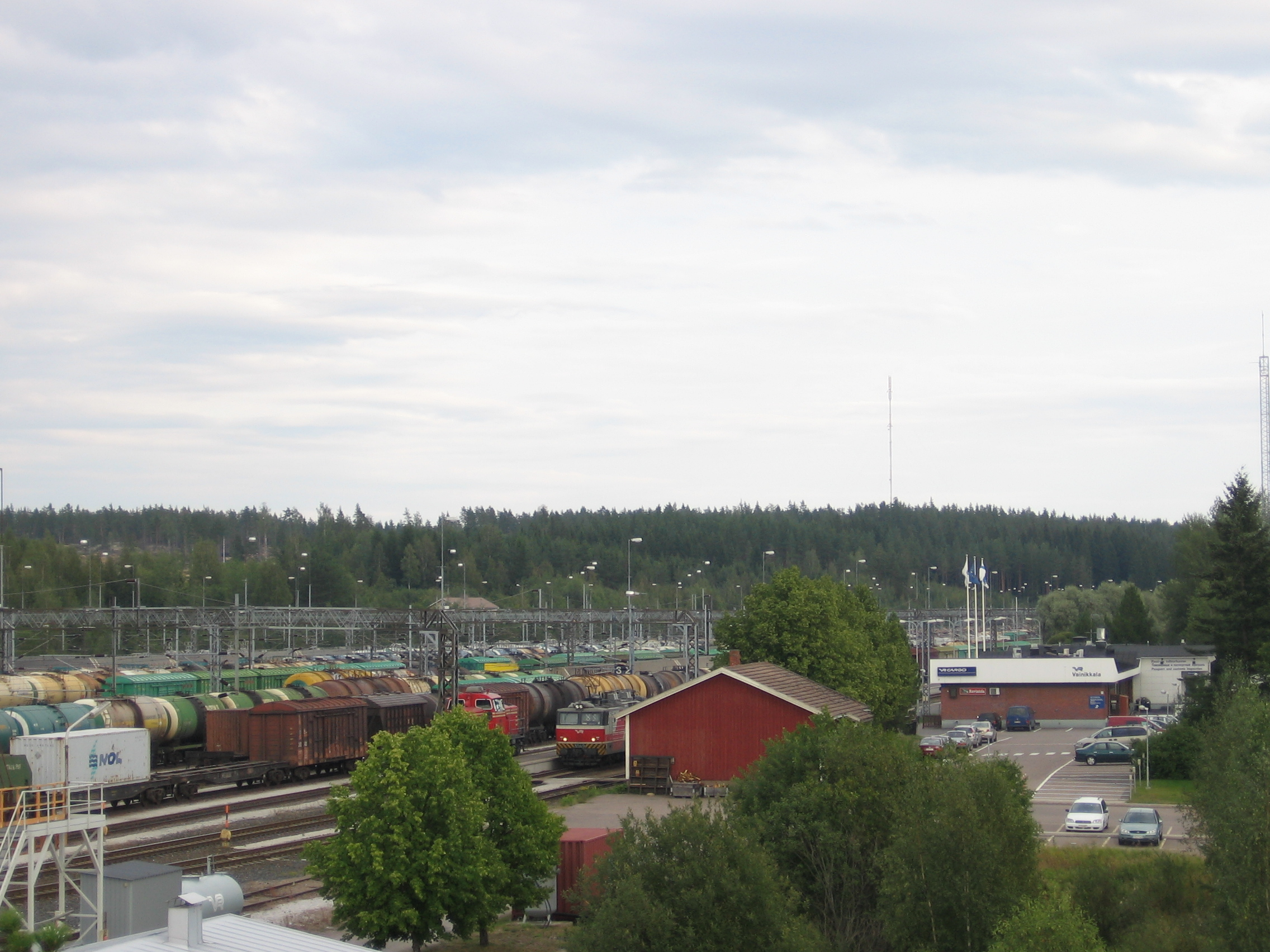
Vue d'ensemble de la gare